# David Tennant
David Tennant (nascido David John McDonald, Bathgate, 18 de abril de 1971) é um ator escocês. Ele ficou famoso por seu papel como o Décimo Doutor na série de ficção científica Doctor Who da BBC (2005–2010). Seus outros papéis notáveis incluem Giacomo Casanova na série de televisão homônima de 2005, o personagem-título na adaptação cinematográfica de Hamlet (2009), Barty Crouch Jr. no filme de fantasia Harry Potter e o Cálice de Fogo (2005), Alec Hardy na série de drama criminal Broadchurch (2013–2017) e Kilgrave na série de super-heróis da Netflix Jessica Jones (2015–2019).
Tennant deu voz ao Tio Patinhas em DuckTales (2017-2021). Em 2015, ele recebeu o National Television Award de Reconhecimento Especial.

## Vida pessoal
Tennant nasceu em Bathgate, West Lothian a 18 de abril de 1971. Cresceu em Ralston, Renfrewshire, onde o seu pai, Alexander McDonald (Moderador/Reverendo Alexander "Sandy" McDonald) era o ministro da religião da Igreja da Escócia (e moderador da Assembleia Geral da Igreja da Escócia, em 1997).
Tennant frequentou a primária de Ralston e a Paisley Grammar School, onde desfrutou de uma boa relação com a professora de inglês Moira Robertson, que foi a primeira pessoa a reparar no seu talento. Frequentou também Royal Scottish Academy of Music and Drama, onde ficou amigo de Louise Delamere.
Aos três anos, Tennant disse aos seus pais que queria ser ator porque era fã da série "Doctor Who".
Apesar de ter sido uma inspiração para qualquer criança nos anos 70, Tennant afirma que estava decidido a atingir o seu objetivo. Adotou assim o nome artístico "Tennant" — inspirado por Neil Tennant, dos Pet Shop Boys — porque já existia outro David McDonald nos livros da British Actor' Equity Association. A sua segunda escolha para o seu nome de palco foi David Brandon, e a terceira Chris McDonald.

## Carreira

### Início

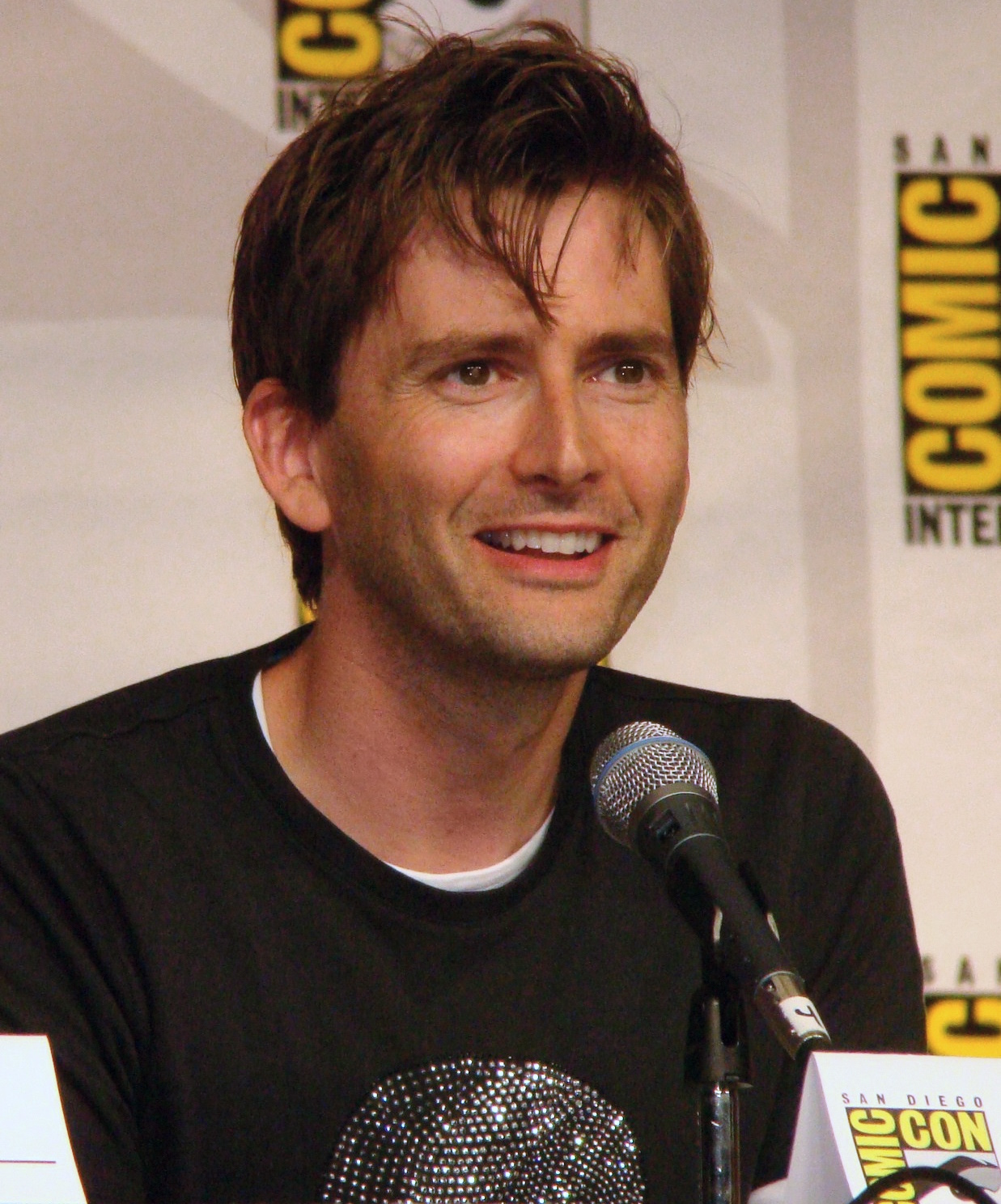
Tennant na San Diego Comic-Con em 2009.

O primeiro papel profissional de David Tennant foi em The Resistible Rise of Arturo Ui, com  Ashley Jensen, uma das poucas peças que ele representou como parte da agitprop 7:84|7:84 Theatre Company. Tennant fez também uma aparição na televisão, como uma barmain transgênero, em Rab C Nesbitt.
Tennant conheceu a atriz e escritora cômica Arabella Weir durante a rodagem de Takin' Over The Asylum, onde apareciam os dois. Quando ele se mudou para Londres, pouco tempo depois de terem se conhecido, tornou-se padrinho do filho mais novo de Weir.
Tennant tem trabalhado frequentemente com Weir em várias produções, como convidado no seu programa de televisão Posh Nosh, no Doctor Who (rádio drama/audio drama) Exile e nas palestras de West Wing Ultimate Quiz no More4.
David Tennant desenvolveu a sua carreira no teatro britânico, atuando frequentemente com a Royal Shakespeare Company, especializando-se em papéis cômicos, como é o caso de Touchstone, em As You Like It, Antipholus of Syracuse em The Comedy of Errors (um papel que fez em 1998 Arkangel Complete Shakespeare produção da peça), e Captain Jack Absolute em The Rivals. No entanto representou também papéis dramáticos, como é o caso de Romeo em Romeo and Juliet.
Tennant aparece também como Mercúrio, em Romeo and Juliet, e como Launcelot Gobbo em The Merchant of Venice, em ambas as peças com o seu sotaque natural. Em 2007 foi anunciado que Tennant voltaria à Companhia no papel de Hamlet e Berowne.
Em 1995, Tennant interpetou o papel de Nicholas Beckett em What the Butler Saw, na Royal National Theatre, em Londres. O papel obrigava com que David Tennant aparecesse nu em palco, usando apenas um chapéu de polícia.
Durante o Natal de 2002, Tennant entrou também em vários anúncios de televisão para Boots the Chemists..
Ele também participou em vários dramas de alto nível para a BBC, incluindo Takin' Over the Asylum (1994),  He Knew He Was Right (2004), Blackpool (2004), Casanova (2005) e The Quatermass Experiment (2005).
Tennant também apareceu no filme Bright Young Things, de Stephen Fry, e interpretou Bartô Crouch Jr. em Harry Potter e o Cálice de Fogo.
Um dos seus maiores papéis de início de carreira foi em Jude (1996), no qual partilhou a cena com o seu antecessor em "Doctor Who", Christopher Eccleston, representando um bêbado que desafia Jude (Eccleston) a provar o seu intelecto.
Tennant foi considerado um possível candidato para o papel do Nono Doutor em 2004, apesar do papel ter ido para Christopher Eccleston. Com o anúncio, a 31 de março de 2005, de que Eccleston não iria voltar para a 2ª temporada da série, a BBC confirmou que Tennant iria ser o seu sucessor, a partir de 16 de abril de 2005.
Tennant fez a sua primeira aparição como o Décimo Doutor na cena de regeneração no episódio "The Parting of the Ways" (2005). Apareceu também no especial "Doctor Who: Children in Need", a 18 de novembro de 2005.
Tennant começou as filmagens das novas séries do "Doctor Who" no final de julho de 2005. Este expressou o entusiasmo que sentia por realizar o seu sonho de criança. Numa entrevista disse a um jornalista "Quem é que não queria ser O Doutor? Eu até tenho a minha própria TARDIS!"
Em 2006, os leitores da  Doctor Who Magazine, votaram em David Tennant como o "Melhor Doutor", destronando o sempre favorito Tom Baker, que havia interpretado o Quarto Doutor.
Em 2007, o Doutor de Tennant foi votado como a "personagem mais fixo" da televisão britânica pela Radio Times. David Tennant também participou como o Décimo Doutor no episódio "The Wedding of Sarah Jane Smith", da série The Sarah Jane Adventures, spin-off de Doctor Who.
Em 2013, Tennant volta a estrelar como Doutor no episódio especial de 50 anos do show (The Day of the Doctor) ao lado de Billie Piper como O Momento, John Hurt como o Doutor da Guerra, Jenna Coleman como Clara Oswald e Matt Smith como o Décimo Primeiro Doutor
Em 2011, atuou em Fright Night no papel de Peter Vincent, anteriormente vivido por Roddy McDowall.
Em 2015, David foi escalado para viver o novo vilão de uma das séries da Marvel em parceria com a Netflix, Jessica Jones, onde viveu Zebediah Killgrave, o Homem-Púrpura, que teve um relacionamento abusivo e manipulador com a personagem-título.
Desde 2017, Tennant dubla Tio Patinhas em DuckTales.
Desde 2019, David atua como Crowley em Good Omens.
Em 2022, Tennant iniciou na série da Netflix Inside Man, vivendo o personagem Harry.

## Filmografia

### Cinema
| Ano  | Título                                       | Título em português                                                                                  | Papel                        | Notas                  |
| ---- | -------------------------------------------- | --- | ---------------------------- | ---------------------- |
| 1998 | L.A. Without a Map                           | BRA: Absolutamente Los Angeles                                                                       | Richard                      |                        |
| 1999 | The Last September                           | | Gerald Colthurst             |                        |
| 2005 | Harry Potter and the Goblet of Fire          | BRA/POR: Harry Potter e o Cálice de Fogo                                                             | Bartolomeu Crouch Jr.        |                        |
| 2006 | Slipp Jimmy fri                              | | Hamish                       | Voz (dublagem inglesa) |
| 2009 | St Trinian's 2: The Legend of Fritton's Gold | BRA: Escola para Garotas Bonitas e Piradas 2 POR: Giras e Passadas 2 - A Lenda do Tesouro de Fritton | Pomfrey                      |                        |
| 2010 | How to Train Your Dragon                     | BRA: Como Treinar Seu Dragão POR: Como Treinares o Teu Dragão                                        | Spitelout                    | Voz                    |
| 2011 | Fright Night                                 | BRA: A Hora do Espanto                                                                               | Peter Vincent                |                        |
| 2012 | The Pirates! In an Adventure with Scientists | BRA:Piratas Pirados!                                                                                 | Charles Darwin               | Voz                    |
| 2014 | Postman Pat: The Movie                       | BRA: Carteiro Paulo: O Filme POR: Carteiro Paulo - O Filme,                                          | Wilf                         | Voz                    |
| 2014 | What We Did on Our Holiday                   | BRA: O que nós Fizemos no Nosso Feriado POR: O Nosso Último Verão na Escócia                         | Doug McLeod                  |                        |
| 2015 | Reds and Grays                               | | Robbie                       | Voz                    |
| 2016 | Fireman Sam: Alien Alert                     | | Buck Douglas (voice)         | [ 5 ]                  |
| 2017 | Mad to Be Normal                             | | R. D. Laing                  | [ 6 ]                  |
| 2017 | Ferdinand                                    | BRA: O Touro Ferdinando                                                                              | Angus                        | Voz                    |
| 2017 | You, Me and Him                              | | John                         | [ 8 ]                  |
| 2018 | Bad Samaritan                                | | Cale Erendreich              | [ 9 ]                  |
| 2018 | Mary Queen of Scots                          | BRA: Duas Rainhas                                                                                    | John Knox                    | [ 10 ]                 |
| 2019 | How to Train Your Dragon: The Hidden World   | BRA: Como Treinar Seu Dragão 3                                                                       | Spitelout / Ivar the Witless | Voz                    |

### Televisão
| Ano             | Título                    | Papel                | Notas                                       |
| --------------- | ------------------------- | -------------------- | ------------------------------------------- |
| 2005 - 2010     | Doctor Who                | Décimo Doutor        |                                             |
| 2008            | Einstein and Eddington    | Arthur Eddington     | Telefilme                                   |
| 2009            | The Sarah Jane Adventures | Décimo Doutor        | Episódio: "The Wedding of Sarah Jane Smith" |
| 2009            | Hamlet                    | Hamlet               | Telefilme                                   |
| 2010            | Single Father             | Dave                 |                                             |
| 2013            | Doctor Who                | Doutor               | Episódio: "The Day of the Doctor"           |
| 2013-2017       | Broadchurch               | Alec Hardy           |                                             |
| 2015            | Jessica Jones             | Killgrave            |                                             |
| 2016            | Family Guy                | Doutor               | Episódio: "Inside Family Guy"               |
| 2017 - presente | DuckTales                 | Tio Patinhas         | Voz                                         |
| 2018            | Camping                   | Walt Jodell          |                                             |
| 2019 - presente | Good Omens                | Crowley              |                                             |
| 2022            | Inside Man                | Harry                |                                             |
| 2022            | Litvinenko                | Alexander Litvinenko |                                             |

### Jogos eletrônicos
| Ano  | Título               | Papel                  | Nota                |
| ---- | -------------------- | ---------------------- | ------------------- |
| 2005 | Attack of the Graske | Doutor                 | Episódio interativo |
| 2014 | Kinect Sports Rival  | Narrador               | Voz                 |
| 2015 | Just Cause 3         | Ministro de Propaganda | Voz                 |
| 2015 | LEGO Dimensions      | Doutor                 | Arquivo de Voz      |
| 2017 | Call of Duty: WWII   | Drostan Hynd           | Voz                 |